# Thailand i olympiska sommarspelen 1988
Thailand deltog i de olympiska sommarspelen 1988 med en trupp bestående av 16 deltagare, och landet tog en bronsmedalj.

## Medaljer

### Brons
- Phajol Moolsan - Boxning, Bantamvikt

## Boxning
| Boxare                | Gren            | Första omgången               | Sextondelsfinal              | Åttondelsfinal                | Kvartsfinal                   | Semifinal                    | Final                | Rank |
| Boxare                | Gren            | Motståndare Resultat          | Motståndare Resultat         | Motståndare Resultat          | Motståndare Resultat          | Motståndare Resultat         | Motståndare Resultat | Rank |
| --------------------- | --------------- | ----------------------------- | ---------------------------- | ----------------------------- | ----------------------------- | ---------------------------- | -------------------- | ---- |
| Chatchai Sasakul      | Lätt flugvikt   | Bye                           | Luis Román Rolón (PUR) W 3:2 | Maurice Maina (KEN) W 5:0     | Róbert Isaszegi (HUN) L 2:3   | Gick inte vidare             | Gick inte vidare     |      |
| Vichairachanon Khadpo | Flugvikt        | Andy Agosto (PUR) L 0:5       | Gick inte vidare             | Gick inte vidare              | Gick inte vidare              | Gick inte vidare             | Gick inte vidare     |      |
| Phajol Moolsan        | Bantamvikt      | Bye                           | Marcus Priaulx (AUS) W 5:0   | Abraham Torres (VEN) W 3:2    | Nyama Altankhuyag (MGL) W 5:0 | Kennedy McKinney (USA) L RSC | Gick inte vidare     |      |
| Wanchai Pongsri       | Fjädervikt      | Ali Mohamed Jafer (YMD) W RSC | Esteban Flores (PUR) W 5:0   | Daniel Dumitrescu (ROU) L 2:3 | Gick inte vidare              | Gick inte vidare             | Gick inte vidare     |      |
| Phat Hongram          | Lättvikt        | Bye                           | Asif Dar (CAN) W RSC         | Charles Kane (GBR) L 1:4      | Gick inte vidare              | Gick inte vidare             | Gick inte vidare     |      |
| Pravit Suwanichit     | Lätt weltervikt | Sodnom Altansukh (MGL) L 2:3  | Gick inte vidare             | Gick inte vidare              | Gick inte vidare              | Gick inte vidare             | Gick inte vidare     |      |

## Friidrott
| Idrottare                                                          | Gren                            | Kval  | Kval      | Final            | Final            | Placering |
| Idrottare                                                          | Gren                            | Tid   | Placering | Tid              | Placering        | Placering |
| ------------------------------------------------------------------ | ------------------------------- | ----- | --------- | ---------------- | ---------------- | --------- |
| Visut Watanasin                                                    | Herrarnas 100 meter             | 10,88 |           | Gick inte vidare | Gick inte vidare |           |
| Supas Tiprod Visut Watanasin Anuwat Sermsiri Chainarong Wangganont | Herrarnas 4 x 100 meter stafett | 40,57 |           | Gick inte vidare | Gick inte vidare |           |

## Segling
Herrar
| Seglare       | Gren                  | Lopp | Lopp | Lopp | Lopp | Lopp | Lopp | Lopp | Totalpoäng | Total -1 | Slutlig placering |
| Seglare       | Gren                  | 1    | 2    | 3    | 4    | 5    | 6    | 7    | Totalpoäng | Total -1 | Slutlig placering |
| ------------- | --------------------- | ---- | ---- | ---- | ---- | ---- | ---- | ---- | ---------- | -------- | ----------------- |
| Anan Hohsuwan | Herrarnas division II | 35   | 23   | 31   | 24   | RET  | 26   | 39   | 230        | 178      | 25                |